# Nančungská Wangova škola
Nančungská Wangova škola (čínsky v českém přepisu Nan-čung Wang süe-pchaj, pchin-jinem Nánzhōng Wáng xuépài, znaky zjednodušené 南中王学派, tradiční 南中王學派) byla neokonfuciánská škola středně- a pozdněmingské éry, jedna ze škol na něž se rozdělili žáci a stoupenci filozofie Wang Jang-minga. Zahrnovala Wangovy stoupence z centra (čung) jižní (nan) Číny, z Nan č’-li (moderní provincie Ťiang-su a An-chuej) a Če-ťiangu, historik filozofie Chuang Cung-si k ní počítal zejména učence žijící nebo zastávající úřad v Nankingu.
K představitelům nančungské školy patřili
- Tchang Šun-č’ (1507–1560),
- Süe Jing-čchi (1500–1573).